# Heribert Panster
Heribert Panster, též Herbert Panster (2. prosince 1926 - ???), byl český a československý politik Komunistické strany Československa německé národnosti, poúnorový poslanec Národního shromáždění ČSSR a poslanec Sněmovny lidu Federálního shromáždění za normalizace.

## Biografie
Ve volbách roku 1964 byl zvolen za KSČ do Národního shromáždění ČSSR za Západočeský kraj. V Národním shromáždění zasedal až do konce volebního období parlamentu v roce 1968.
K roku 1968 se profesně zmiňuje coby lesník z obvodu Kraslice.
Po federalizaci Československa usedl roku 1969 do Sněmovny lidu Federálního shromáždění (volební obvod Kraslice). Mandát obhájil ve volbách roku 1971, volbách roku 1976, volbách roku 1981 a volbách roku 1986. V parlamentu setrval do března 1990, kdy v důsledku politických změn po sametové revoluci rezignoval na poslanecký mandát. V nejvyšších zákonodárných sborech zasedal trvale po 26 let.
Byl hlavním představitelem německé menšiny v parlamentu v období normalizace. Walter Piverka, poslanec německé národnosti, který nastoupil do FS po sametové revoluci, Panstera popsal následovně: „za normalizace byl (...) náš poslanec Heribert Panster spíše využíván jako poslušný pomocník při snaze o definitivní likvidaci německé menšiny“. V důsledku reforem pražského jara byl sice Panster v roce 1969 zvolen za předsedu nově ustaveného Kulturního spolku občanů německé národnosti ČSSR, ale v průběhu nastupující normalizace byl spolek personálně ochuzen čistkami a paralyzován ideologickou podřízeností komunistickému režimu. Po sametové revoluci vedení Kulturního spolku odmítalo jakékoliv změny. Německojazyční aktivisté napojení na Občanské fórum, zejména Walter Piverka, to kritizovali. Panster při jednání s Piverkou odmítl provést nové volby vedoucích orgánů spolku. Piverka a jeho stoupenci (Arnold Keilberth, Paul Heinisch, Christa Štrosová) se pak rozhodli založit Spolek Němců v Československu.
V září 1986 mu byl propůjčen Řád Vítězného února.
V roce 1991 se Panster uvádí jako penzionovaný šéfredaktor listu Prager Volkszeitung. V té době se podílel na projektu německého novináře Thoralda Meisela na vznik nového přeshraničního listu Blick nach Böhmen. Později (před rokem 2003) pak v tomto listu měl vyjít i nekrolog zesnulého Heriberta Panstera.